# سد کوینا
سد کوینا (به لاتین: Kwena Dam) یک سد در آفریقای جنوبی است که در Lydenburg, Mpumalanga واقع شده‌است.